# Havortie

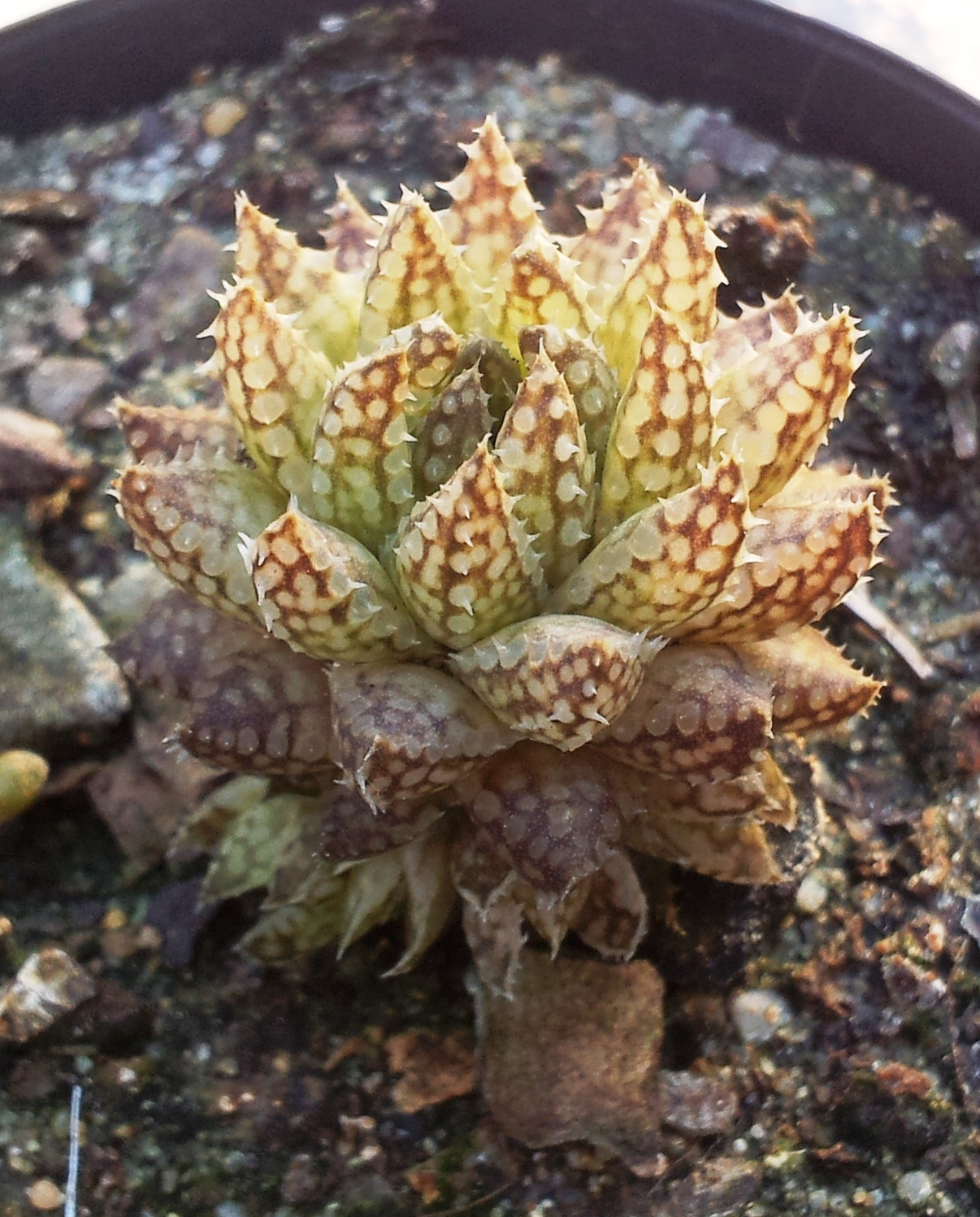
Haworthia reticulata, druh s neobvykle kolorovanými listy

Havortie (Haworthia) je rod rostlin z čeledi asfodelovité. Jsou to vytrvalé byliny s dužnatými listy v růžici a dvoustranně souměrnými květy v hroznovitém květenství. Plodem je tobolka. Rod zahrnuje 57 druhů a vyskytuje se výhradně v Jihoafrické republice.
Část druhů byla v roce 2013 na základě fylogenetických studií přeřazena do nového rodu Haworthiopsis.
Havortie jsou poměrně často pěstovány jako sukulenty. Některé druhy mají velmi exotický vzhled.

## Popis

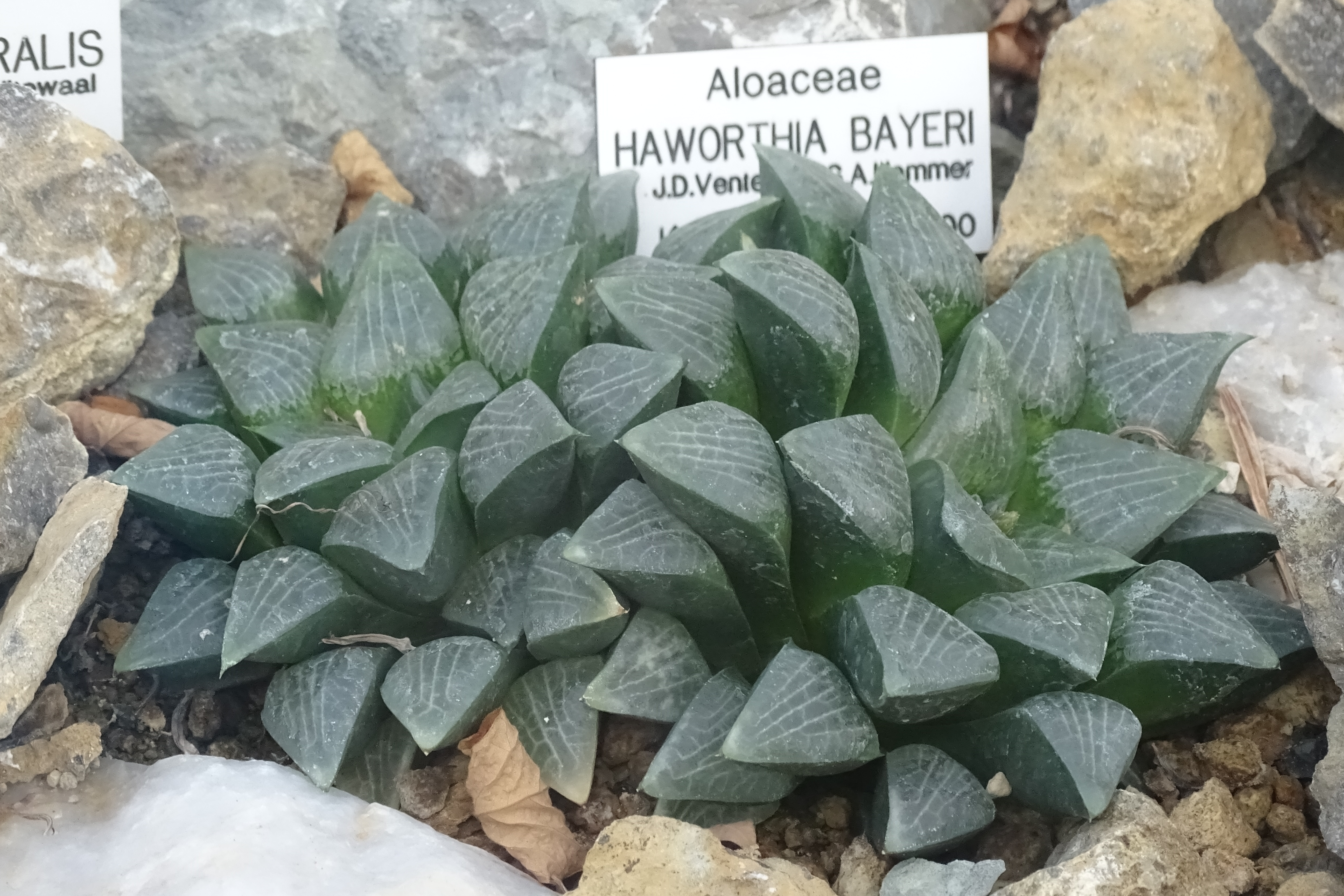
Haworthia bayeri ve skleníku Přírodovědecké fakulty v Praze

Havortie jsou malé, vytrvalé byliny s růžicí listů, která může být přízemní nebo na vrcholu stonku. U některých druhů vytvářejí růžice husté shluky. Listy jsou obvykle tuhé, spirálně nebo řidčeji dvouřadě uspořádané, trojúhle kopinaté až čárkovité, u některých druhů redukované. Povrch listů je nezřídka hrbolkatý, různě kolorovaný nebo s průsvitnými okénky. Listy jsou celokrajné nebo na okraji zoubkaté, brvité či hrbolkaté, na vrcholu obvykle špičaté.
Květy jsou drobné, bílé nebo růžové, dvoustranně souměrné, dvoupyské, uspořádané ve vzpřímených, jednoduchých nebo větvených hroznech vyrůstajících z vrcholu listové růžice. Okvětí má přímou nebo prohnutou trubku zakončenou 6 laloky. Okvětí může být zeleně nebo hnědavě žíhané. Tyčinek je 6 a nevyčnívají z květů. V semeníku jsou 3 komůrky. Čnělka je šídlovitá, zakončená drobnou, trojlaločnou nebo okrouhlou bliznou. Plodem je dřevnatá tobolka, pukající 3 podélnými chlopněmi. Obsahuje černá nebo šedá, zploštělá nebo nepravidelně hranatá semena.

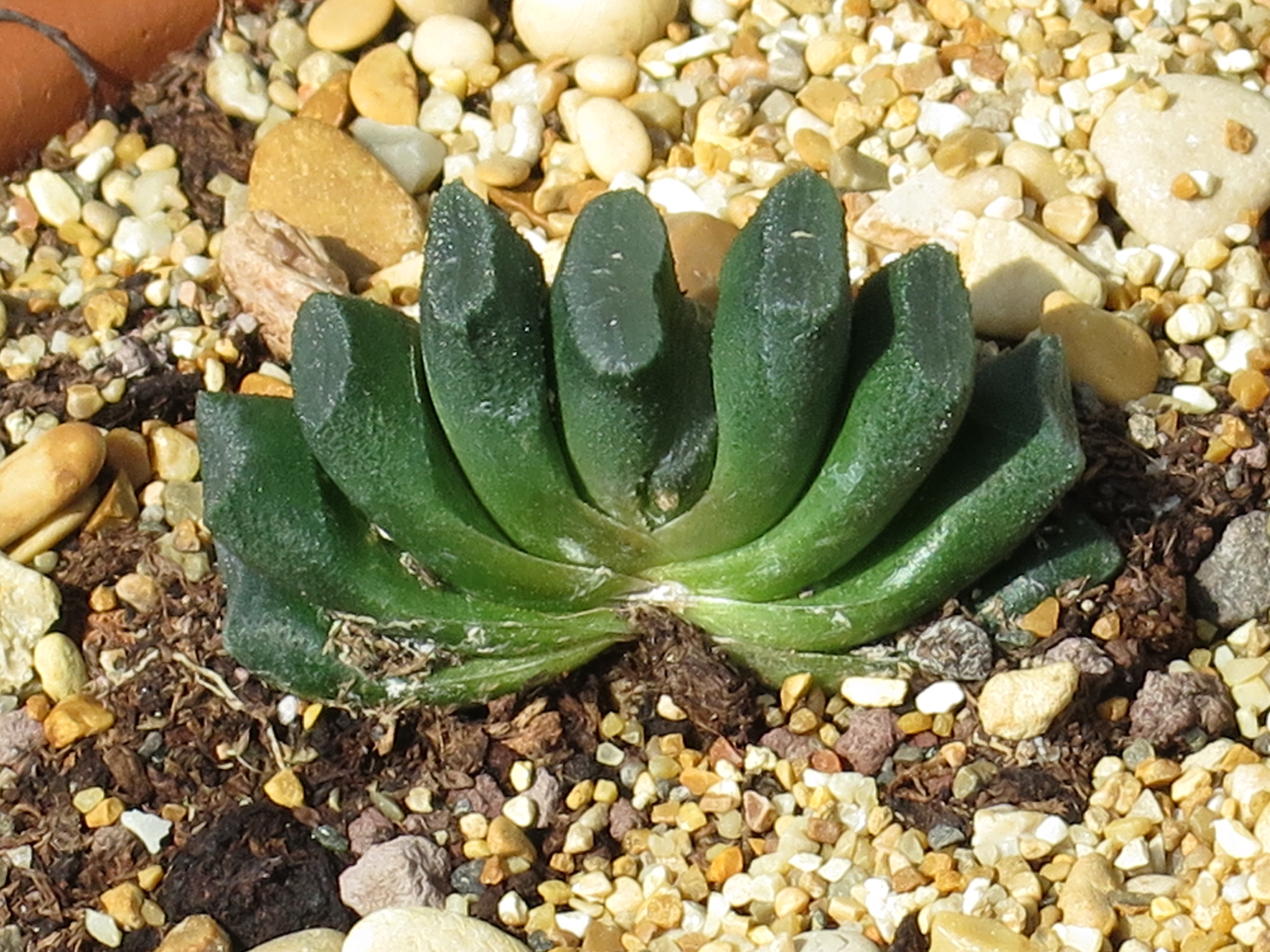
H. truncata
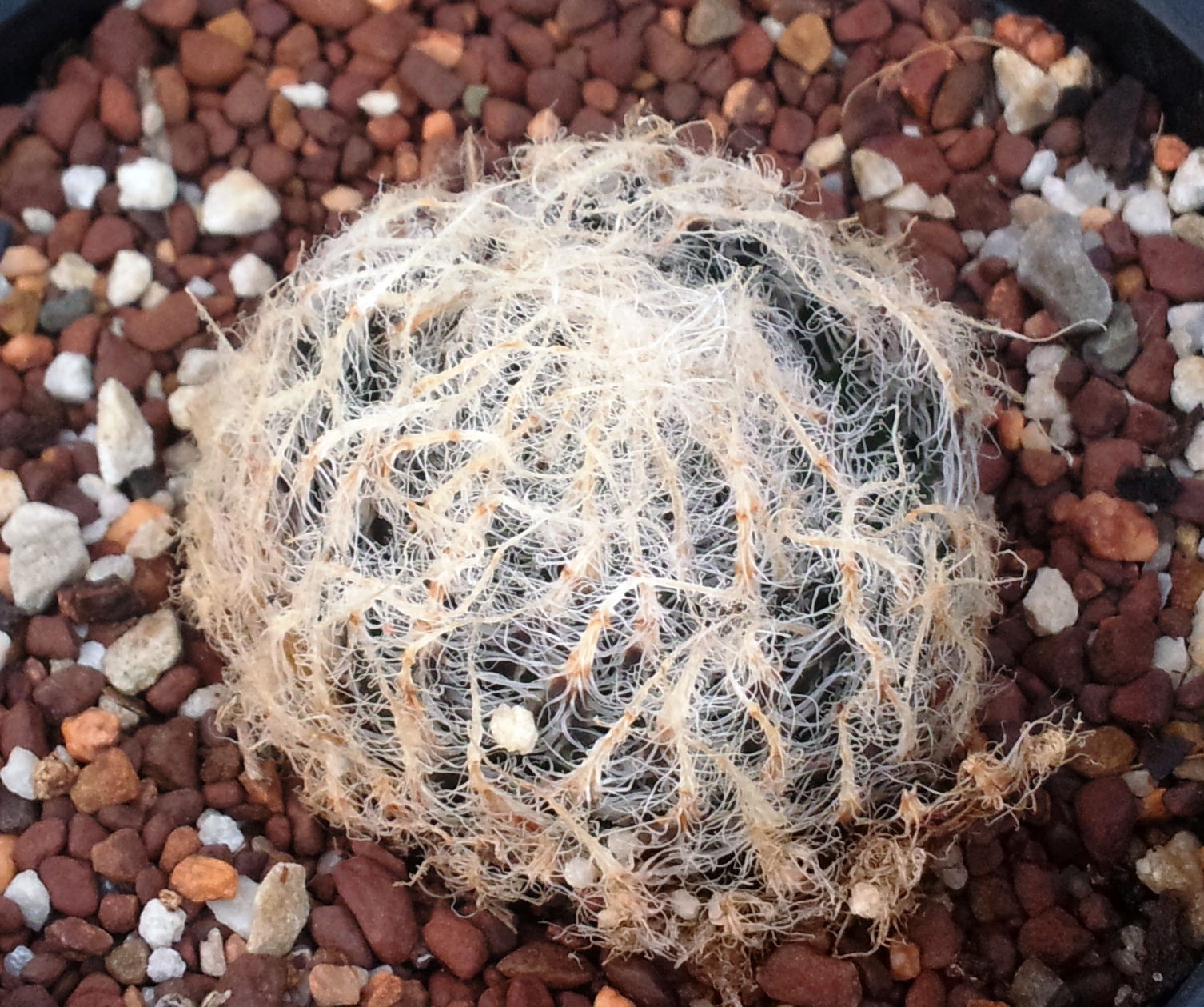
H. arachnoidea
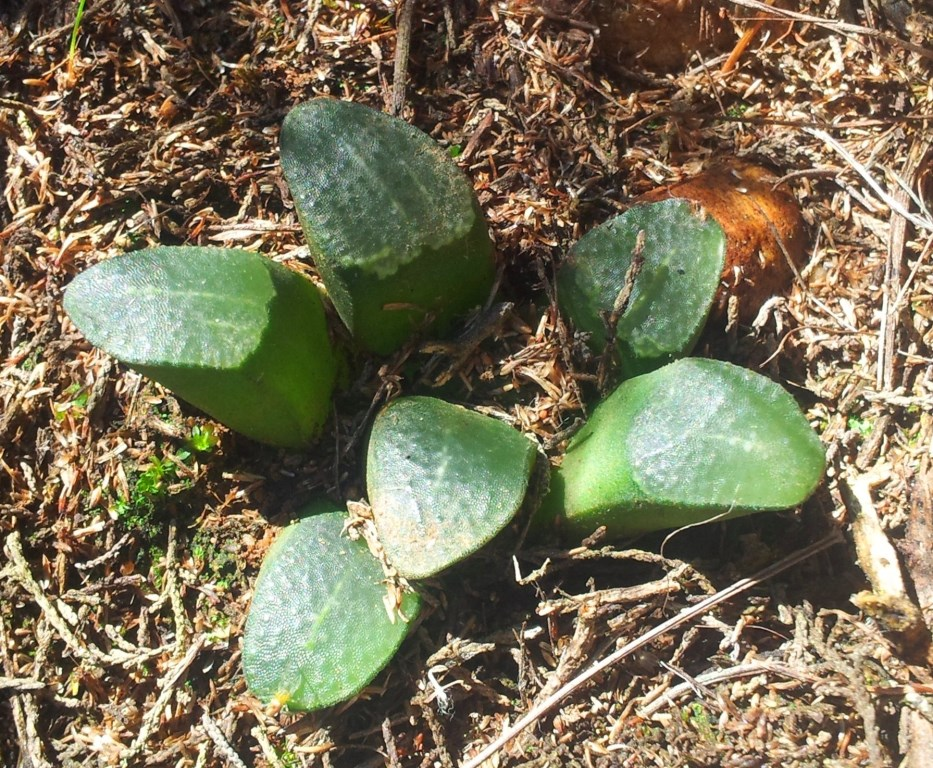
H. mutica
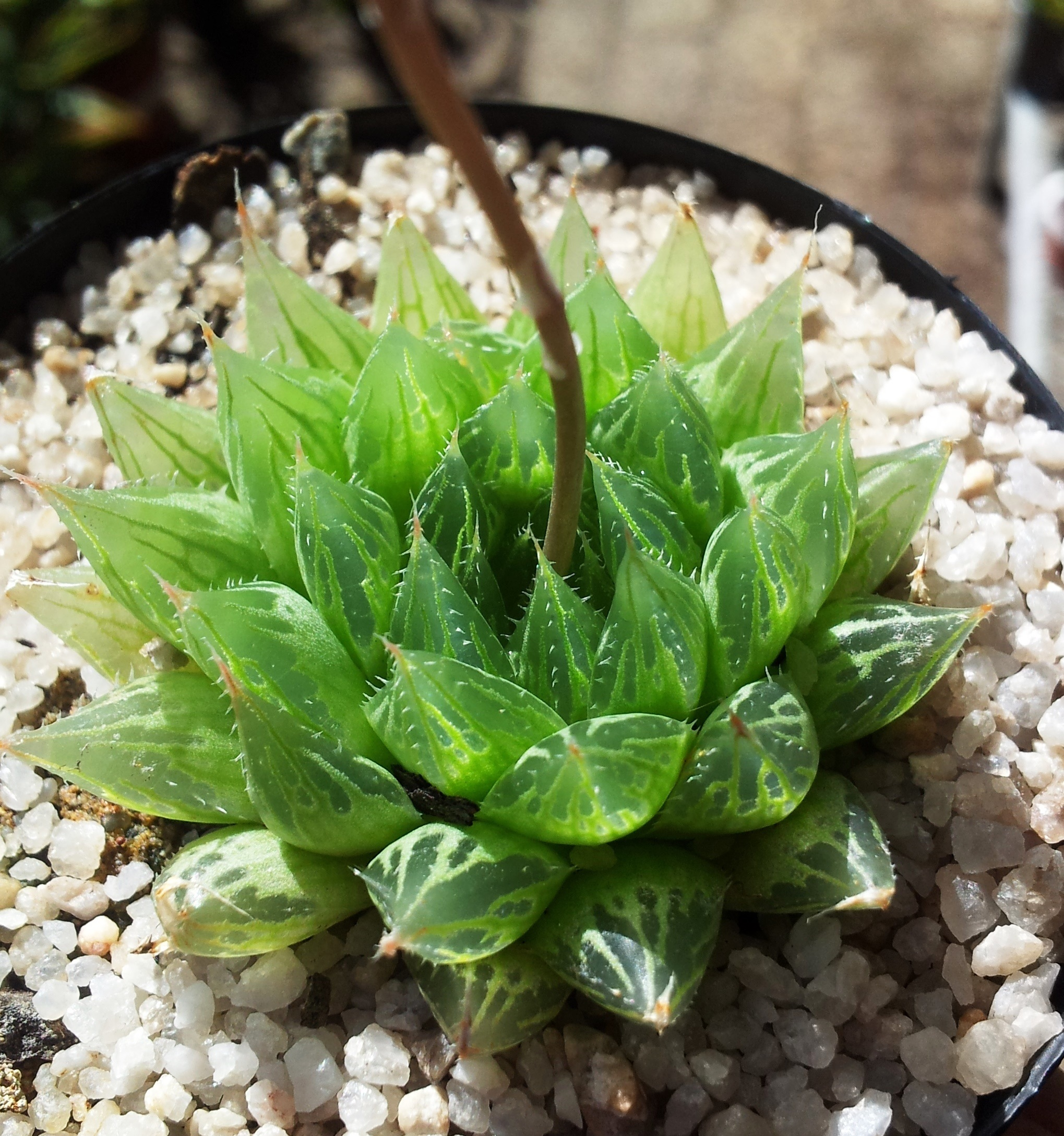
H. cooperi
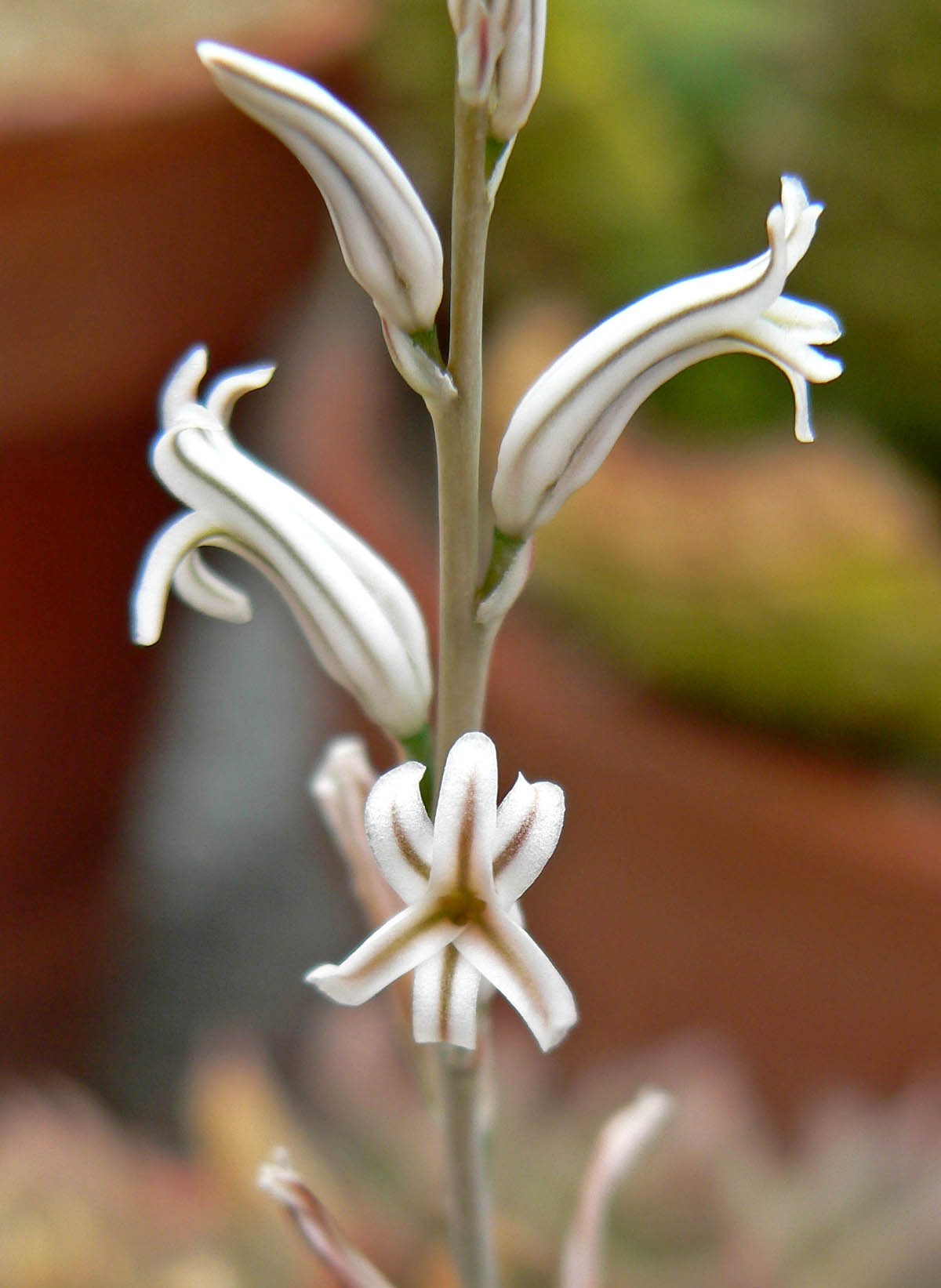
Květenství H. cymbiformis

## Rozšíření
Rod zahrnuje 57 druhů a vyskytuje se výhradně v Jihoafrické republice v provinciích Západní Kapsko, Východní Kapsko, Severní Kapsko a Svobodný stát.

## Taxonomie
Rod Haworthia byl tradičně členěn do dvou sekcí, sekce Haworthia a sekce Hexangularis. Fylogenetické studie ukázaly, že rod je v tomto pojetí polyfyletický a obě sekce představují samostatné vývojové větve, které nejsou zcela bezprostředně příbuzné. Následně bylo v roce 2013 všech 18 druhů sekce Hexangularis přeřazeno do nového rodu Haworthiopsis. Tento rod tvoří sesterskou větev rodu Aloe a spolu s několika malými rody, oddělenými od rodu Aloe, tvoří celá tato skupina sesterský klad rodu Haworthia.

## Význam

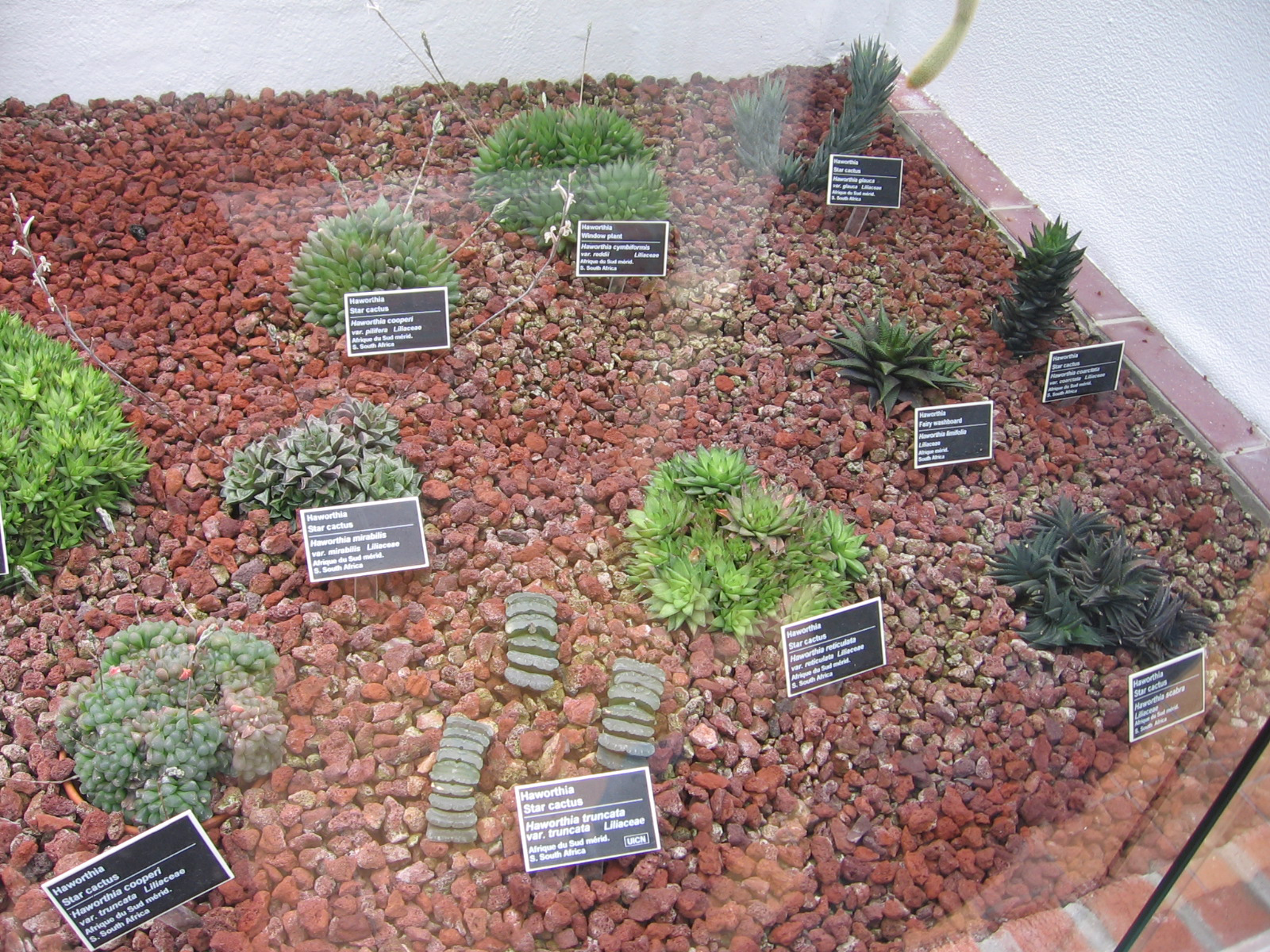
Sbírka sukulentů rodů Haworthia a Haworthiopsis

Havortie jsou poměrně často pěstovány jako sukulenty. Mezi běžněji pěstované druhy náleží např. H. fasciata, H. arachnoidea, H. truncata nebo kříženec H. x cuspidata. Na rozdíl od většiny ostatních sukulentních rostlin jim vyhovuje stinnější stanoviště s rozptýleným světlem. Na slunečním úpalu se vybarvují do oranžových nebo červených odstínů a pomalu rostou, zatímco v polostínu zůstávají zelené a rychle nabývají. Při dlouhých suchých obdobích jim zasychají kořeny. Vyžadují velmi dobře propustný substrát a v zimě suchou periodu. Množí se výsevem semen nebo dělením ve vegetační sezóně. Celá řada druhů je uváděna ze sbírek českých botanických zahrad.